# Dakishimeru
Dakishimeru (抱きしめる) è un singolo della cantante sudcoreana BoA, pubblicato nel 2005 ed estratto dall'album Outgrow.

## Tracce
1. Dakishimeru (抱きしめる)
2. Before You Said Goodbye to Me
3. Dakishimeru (抱きしめる) (TV Mix)
4. Before You Said Goodbye to Me (TV Mix)